# Camp semàntic
Un camp semàntic és una agrupació de mots que tenen un significat semblant o que es refereixen a un mateix tema. Així, per exemple, dins el camp semàntic de l'amor hi aniria l'afecte i l'amistat, però també la confiança o el matrimoni, ja que són termes que poden tenir relació amb aquell. Els camps semàntics tenen sempre un component subjectiu, perquè es basen en la connotació i no sols en la sinonímia o en relacions lèxiques.
L'estructuralisme es va intentar fitar els camps semàntics assignant una sèrie de trets als mots, de manera que les paraules relacionades diferien en unes característiques, però tenien unes altres en comú per pertànyer al mateix grup. Aquesta classificació és senzilla amb determinats conceptes, però no pot aplicar-se a tots, més abstractes. El camp semàntic d'un mateix terme varia segons la llengua i segons la cultura que l'empra.
Les paraules d'un camp semàntic són d'una sola categoria gramatical (no confongueu amb camp lèxic, en el qual s'insereixen mots de diverses categories gramaticals), de manera que, si parlem del camp semàntic de «la construcció», ens podem referir a mots que signifiquen casa de forma general (habitatge, pis, mansió, masia, torre), com també a diversos mots que representen elements propis de la construcció d'un edifici (menjador, porta, escala, finestra, habitació, bany, cuina), les eines que utilitzen els constructors (grua, plomada, bastida, ciment, pòrtland) o també a les diferents accions que es poden realitzar en aquesta activitat (enrajolar, polir, enguixar).

## Tipus de relacions entre mots
Un camp semàntic pot estar format per mots que tenen relacions semàntiques dels següents tipus, en funció de la coincidència o no dels trets diferencials de significat en una mateixa llengua:
- Hipònims: el seu significat és englobal dins del significat d'altres.
- Hiperònims: inclou el significat d'altres mots.
- Sinònims: totalment o parcial equivalents en significat a d'altres mots.
- Antònims: completament o en part oposats al significat d'uns altres.[2]

## En traducció i traductologia
Pel que fa a diferents llengües, a l'hora de constrastar-les o de traduir d'una a una altra, es pot comprovar que existeix una coincidència més gran entre els termes més genèrics que formen part d'un camp semàntic, mentre que com més gran sigui l'especificitat dels mots que la constitueixen possiblement trobarem més diferències sense equivalències interlingüístiques exactes. Aquestes diferències i nivells de concreció tenen també un àmbit de rellevància per al seu ús. Entre altres: físic, històric, polític, religiós, cultural, econòmic, legal, tecnològic o social. Segons la lingüista Mona Baker, la idea de "camp semàntic" és funcional malgrat ser inaplicable en alguns casos i ser una simplificació del funcionament real del llenguatge, perquè té sentit en el cas de mots i expressions que tenen significats proposicionals ben definits. Tot i això, existirien dos motius pels quals l'aplicació teòrica del camp semàntic serviria a un traductor: apreciar el "valor" que un mot posseeix en un sistema determinat i desenvolupar estratègies per resoldre una no-equivalència.